# Luís Novo
Luís Novo (Oliveira do Bairro, 29 maggio 1970) è un ex maratoneta portoghese, vincitore della maratona di Vienna nel 2001 con il tempo di 2h10'28".

## Biografia
Ai Mondiali di Siviglia 1999 si è piazzato quarto. Ha stabilito il suo primato personale (2h09'41") nel 2002 alla maratona di Berlino, quando finì 7º. Novo ha rappresentato la sua nazione ai Giochi olimpici di Sydney 2000, terminando 50º.

## Campionati nazionali
1999
- 6º ai campionati portoghesi, 5000 m piani - 14'16"38

2000
- 8º ai campionati portoghesi, 5000 m piani - 14'26"63

2001
- 6º ai campionati portoghesi, 5000 m piani - 14'06"51

2003
- 7º ai campionati portoghesi, 5000 m piani - 14'49"25

2006
- 34º ai campionati portoghesi di corsa campestre - 40'57"

## Altre competizioni internazionali
1998
- Argento alla Maratona di Reims ( Reims) - 2h10'32"
- 26º alla Maratona di Parigi ( Parigi) - 2h18'03"
- 8º alla Rota da Luz Half Marathon ( Aveiro) - 1h05'52"

1999
- 4º alla Internacional Universiada Palma ( Palma di Maiorca) - 1h04'00"

2000
- 13º alla Maratona di Rotterdam ( Rotterdam) - 2h11'29"

2001
- Oro alla Maratona di Vienna ( Vienna) - 2h10'28"

2002
- 6º alla Mezza maratona di Madrid ( Madrid) - 1h05'46"
- 5º alla Mezza maratona di Riba-roja de Túria ( Riba-roja de Túria) - 1h06'08"
- 6º alla Great South Run ( Portsmouth), 10 miglia - 49'22"

2003
- 16º alla Great North Run ( Newcastle upon Tyne) - 1h06'03"
- 11º alla Mezza maratona di Nazaré ( Nazaré) - 1h08'44"
- 10º alla Great Ireland Run ( Dublino) - 30'13"

2004
- 7º alla Maratona di Berlino ( Berlino) - 2h09'41"
- 10º alla Mezza maratona di Rotterdam ( Rotterdam) - 1h04'11"

2005
- 9º alla Great North Run ( Newcastle upon Tyne) - 1h04'15"

2006
- 19º alla Maratona di Berlino ( Berlino) - 2h22'51"
- 22º alla Maratona di Amburgo ( Amburgo) - 2h22'18"

2007
- 6º alla Mezza maratona di Nazaré ( Nazaré) - 1h07'15"
- 14º alla Mezza maratona di Pombal ( Pombal) - 1h09'36"

2008
- 10º alla Maratona di Porto ( Porto) - 2h19'57"

2009
- 4º alla Maratona di Lisbona ( Lisbona) - 2h20'27"

2014
- Argento alla Maratona di Badajoz ( Badajoz) - 2h24'35"